# 滕州 (古代)
滕州，金朝时设置的州。
大定二十四年（1184年），以滕阳州改置，治所在滕县（即今山东省滕州市）。辖境约有今山东省滕州、微山、邹城及江苏省沛县等市县地。明朝洪武二年（1369年）废州，滕县属济宁府。后归兖州府。